# Port lotniczy Rodos
Port lotniczy Rodos – międzynarodowy port lotniczy położony na wyspie Rodos, w miejscowości Paradisi, 16 km na południowy zachód od centrum miasta Rodos. Jest jednym z największych portów lotniczych w Grecji. Operatorem zarządzającym portem jest niemiecka spółka Fraport.

## Linie lotnicze i połączenia
| Linia lotnicza                  | Kierunek |
| ------------------------------- | --- |
| Aegean Airlines                 | 1. Ateny 2. Saloniki Sezonowo: 1. Belgrad 2. Tel Awiw 3. Tirana (do 25 września 2024) Sezonowe czartery: 1. Friedrichshafen |
| Air Baltic                      | Sezonowo: 1. Ryga 2. Tallinn 3. Tampere |
| Air France                      | Sezonowo: 1. Paryż-Charles de Gaulle |
| Air Serbia                      | Sezonowo: 1. Belgrad |
| Animawings                      | Sezonowo: 1. Bukareszt |
| Arkia Israel Airlines           | Sezonowo: 1. Tel Awiw |
| Austrian Airlines               | Sezonowo: 1. Wiedeń |
| Bluebird Airways                | Sezonowo: 1. Tel Awiw |
| British Airways                 | Sezonowo: 1. Londyn-Gatwick 2. Londyn-Heathrow |
| Brussels Airlines               | Sezonowo: 1. Bruksela |
| Chair Airlines                  | Sezonowo: 1. Zurych |
| Condor Airlines                 | Sezonowo: 1. Düsseldorf 2. Frankfurt 3. Hamburg 4. Lipsk 5. Monachium 6. Norymberga 7. Stuttgart 8. Wiedeń 9. Zurych |
| Corendon Airlines               | Sezonowo: 1. Kolonia/Bonn 2. Düsseldorf 3. Hanower 4. Norymberga |
| Corendon Dutch Airlines         | Sezonowo: 1. Amsterdam 2. Bruksela 3. Groningen 4. Maastricht Aachen |
| Cyprus Airways                  | Sezonowo: 1. Larnaka |
| easyJet                         | Sezonowo: 1. Amsterdam 2. / Bazylea 3. Belfast-International 4. Berlin 5. Birmingham 6. Bordeaux 7. Bristol 8. Edynburg 9. London-Gatwick 10. London-Luton 11. Manchester 12. Mediolan-Malpensa 13. Neapol 14. Paryż-Orly 15. Tuluza 16. Wenecja                                                                                         |
| Edelweiss Air                   | Sezonowo: 1. Zurych |
| Enter Air                       | Sezonowe czartery: 1. Katowice 2. Kraków 3. Warszawa |
| European Aviation Air Charter   | Sezonowe czartery: 1. Linz |
| Eurowings                       | Sezonowo: 1. Berlin 2. Kolonia/Bonn 3. Dortmund 4. Düsseldorf 5. Graz 6. Hamburg 7. Praga 8. Salzburg 9. Stuttgart Sezonowe czartery: 1. Innsbruck |
| Eurowings Discover              | Sezonowo: 1. Frankfurt 2. Monachium |
| Finnair                         | Sezonowo: 1. Helsinki |
| Helvetic Airways                | Sezonowo: 1. Berno 2. Zurych |
| Israir Airlines                 | Sezonowo: 1. Hajfa 2. Tel Awiw |
| ITA Airways                     | Sezonowo: 1. Mediolan-Linate 2. Rzym-Fiumicino |
| Jet2.com                        | Sezonowo: 1. Belfast-International 2. Birmingham 3. Bristol 4. East Midlands 5. Edynburg 6. Glasgow 7. Leeds/Bradford 8. Liverpool 9. Londyn-Stansted 10. Manchester 11. Newcastle |
| Leav Aviation                   | Sezonowo: 1. Kolonia/Bonn |
| LOT                             | Sezonowo: 1. Warszawa-Okęcie |
| Lufthansa                       | Sezonowo: 1. Frankfurt 2. Monachium |
| Luxair                          | Sezonowo: 1. Luksemburg |
| Marabu                          | Sezonowo: 1. Hamburg 2. Monachium |
| Neos                            | Sezonowo: 1. Mediolan-Bergamo 2. Bolonia 3. Katania 4. Mediolan-Malpensa 5. Rimini 6. Rzym-Fiumicino 7. Werona |
| Nordica                         | Sezonowe czartery: 1. Tallinn |
| Norwegian Air Shuttle           | Sezonowo: 1. Kopenhaga 2. Helsinki 3. Oslo-Gardermoen 4. Sztokholm-Arlanda Sezonowe czartery: 1. Stavanger 2. Trondheim |
| Olympic Air                     | 1. Kastellorizo Sezonowo: 1. Heraklion |
| Pegasus Airlines                | Sezonowo: 1. Stambuł-Sabiha Gökçen |
| Ryanair / Buzz                  | Sezonowo: 1. Berlin 2. Birmingham 3. Bolonia 4. Budapeszt 5. Bruksela-Charleroi 6. Dublin 7. East Midlands 8. Edynburg 9. Kowno 10. Kraków 11. Londyn-Stansted 12. Manchester 13. Marsylia 14. Mediolan-Bergamo 15. Neapol 16. Pafos 17. Piza 18. Praga 19. Rzym-Ciampino 20. Sofia 21. Wiedeń 22. Warszawa-Modlin 23. Weeze 24. Wrocław |
| Scandinavian Airlines System    | Sezonowo: 1. Kopenhaga Sezonowe czartery: 1. Göteborg 2. Luleå 3. Sztokholm-Arlanda 4. Trondheim |
| Sky Express                     | 1. Astipalea 2. Ateny 3. Chios 4. Heraklion 5. Kalimnos 6. Karpatos 7. Kasos 8. Kos 9. Lemnos 10. Leros 11. Mitylena 12. Samos Sezonowe czartery: 1. Belgrad (od 16 czerwca 2025) 2. Braszów (od 9 czerwca 2025) 3. Jassy (od 1 czerwca 2025) 4. Kluż-Napoka 5. Timișoara 6. Weeze                                                       |
| SmartLynx                       | Sezonowe czartery: 1. Münster/Osnabrück |
| Smartwings                      | Sezonowo: 1. Bratysława 2. Brno 3. Katowice 4. Koszyce 5. Ostrawa 6. Praga 7. Warszawa-Okęcie Sezonowe czartery: 1. Budapeszt 2. Czeskie Budziejowice |
| Sunclass Airlines               | Sezonowe czartery: 1. Bergen 2. Billund 3. Kopenhaga 4. Borlänge 5. Göteborg 6. Helsinki 7. Karlstad 8. Malmö 9. Molde 10. Norrköping 11. Örebro 12. Oslo-Gardermoen 13. Stavanger 14. Sztokholm-Arlanda 15. Trondheim 16. Växjö |
| Sundair                         | Sezonowo: 1. Berlin 2. Brema 3. Drezno |
| Swiss International Air Lines   | Sezonowo: 1. Genewa |
| Sun D’or International Airlines | Sezonowo: 1. Tel Awiw |
| Transavia.com                   | Sezonowo: 1. Amsterdam 2. Eindhoven 3. Lyon 4. Nantes 5. Paryż-Orly |
| TUI Airways                     | Sezonowo: 1. Aberdeen 2. Belfast-International 3. Birmingham 4. Bournemouth 5. Bristol 6. Cardiff 7. Dublin 8. East Midlands 9. Exeter 10. Glasgow 11. London-Gatwick 12. London-Luton 13. London-Stansted 14. Manchester 15. Newcastle                                                                                                  |
| TUI fly Belgium                 | Sezonowo: 1. Bruksela 2. Liège 3. Ostenda |
| TUI fly Deutschland             | Sezonowo: 1. Düsseldorf 2. Frankfurt 3. Hanower 4. Monachium 5. Norymberga 6. Saarbrücken 7. Stuttgart |
| TUI fly Netherlands             | Sezonowo: 1. Amsterdam 2. Eindhoven 3. Rotterdam |
| TUI fly Nordic                  | Sezonowe czartery: 1. Göteborg 2. Norrköping 3. Sztokholm-Arlanda |
| Tus Airways                     | Sezonowo 1. Tel Awiw |
| Volotea                         | Sezonowo 1. Nantes 2. Neapol |
| Vueling Airlines                | Sezonowo 1. Rzym-Fiumicino |
| Wizz Air                        | Sezonowo 1. Budapeszt 2. Rzym-Fiumicino 3. Tel Awiw 4. Warszawa-Okęcie 5. Wrocław |